# Vann Johnson
Vann Johnson Taylor (Michigan, 13 de noviembre de 1960 – Los Ángeles, 27 de septiembre de 2017) fue una cantante soprano estadounidense de rythm and blues, música gospel y new age soul.
Realizó giras y grabaciones con artistas como Michael Bolton, Neil Young, The Temptations, y Yanni.  Apareció como vocalista destacada en el álbum y video del concierto de Yanni Tribute, donde cantó Love Is All. Fue miembro destacada de la banda The Groove, para el programa de televisión en vivo The Singing Bee. Llegó a publicar en el año 2013 un álbum nuevo de canciones titulado Messages.

### Listado Canciones
| N.º | Título                                                           | Duración |  |
| 1.  | «Ahora»                                                          | 4:20     |  |
| 2.  | «"Atención"»                                                     | 6:25     |  |
| 3.  | «Siempre tuyo»                                                   | 4:54     |  |
| 4.  | «No olvides»                                                     | 4:31     |  |
| 5.  | «"Algunas reglas están hechas para romperse"» (con Karen Briggs) | 5:16     |  |
| 6.  | «Otro lado del sol»                                              | 3:18     |  |
| 7.  | «Todo lo anterior»                                               | 4:26     |  |
| 8.  | «Las razones»                                                    | 5:25     |  |
| 9.  | «Nadie más»                                                      | 4:30     |  |
| 10. | «Tu elección»                                                    | 5:01     |  |

## Muerte
Vann Johnson murió el 27 de septiembre de 2017 debido a un cáncer[cita requerida], a los 56 años. 